# Tarrós
Tarrós (en catalán, El Tarròs) es una localidad española del municipio de Tornabous, en la comarca de Urgel, en la provincia de Lérida, comunidad autónoma de Cataluña. Fue incorporada al término municipal de Tornabous a mediados del siglo XIX. Perteneciente a la comarca de Urgel, se trata de la localidad natal del político Lluís Companys, expresidente de la Generalidad de Cataluña.

## Toponimia
El topónimo quiere decir: "trozo de tierra que alguien cultiva" en catalán.

## Historia
Fue reconquistada por Armengol IV de Urgel que le cedió el término a Guillermo Isárnez por su defensa y población en el año 1080. En el año 1381 el castillo del término pertenecía a la Abadesa de Santa Cecilia. Tiempo después, en el año 1383, el castillo pasó a manos del Monasterio de Poblet. En el año 1531 el pueblo ya no pertenecía al Monasterio de Poblet, aunque, en el año 1778 volvieron a pertenecerle. Años después perteneció a los marqueses de Barbará hasta la abolición de los señoríos en 1833.

## Lugares de interés
- Iglesia parroquial de Santa Cecilia, del siglo XVI, de estilos gótico y románico.[2]
- Monumento al presidente Lluís Companys, situado al pie de la carretera C-53.[2]